# The Visitors (Gino Soccio)
The Visitors è un singolo di Gino Soccio inciso nel 1979.

## Citazioni
- Nel film La città delle donne diretto da Federico Fellini nella scena in auto si sente alla radio questa canzone (all'epoca ancora inedita) e viene chiamata con il nome Red One ("Quanto dura Red One?")